# Serge Molitor
 (juillet 2012).
Si vous disposez d'ouvrages ou d'articles de référence ou si vous connaissez des sites web de qualité traitant du thème abordé ici, merci de compléter l'article en donnant les références utiles à sa vérifiabilité et en les liant à la section « Notes et références ».
Serge Molitor, né le 14 mars 1951 en Belgique, est un journaliste de radio et de télévision luxembourgeois.
Il a présenté dans les années 1970-1980 le Journal de Télé-Luxembourg.
De 1987 à 1997, il a été présentateur du journal sur M6, dont le M6 Express et le 6 minutes (il terminait chaque flash par un clin d'œil).
Serge Molitor a aussi été journaliste-présentateur sur RTL jusqu'en 1998, ainsi que sur RTL Télévision jusqu'en février 1987 avant M6.
Il est actionnaire de la société Home Shopping Service, et a participé par ce biais, au lancement en 1998, de la chaine Club Téléachat, devenue M6 Boutique & Co.

## Divers
En 1994, il apparaît dans le film Prêt-à-Porter et y joue son propre rôle.